# Billbergia issingiana
Billbergia issingiana là một loài thực vật có hoa trong họ Bromeliaceae. Loài này được T.Krömer & E.Gross mô tả khoa học đầu tiên năm 2001.